# 粗糠阿蘭
粗糠阿蘭（學名：Aa paleacea）是蘭科阿蘭屬的物種，也是阿蘭屬的模式物種，是一種原生于南美洲熱帶地區的草本植物。

## 分佈
本種原生於南美洲熱帶，包括玻利維亞、哥倫比亞、哥斯大黎加、厄瓜多爾、秘魯及委內瑞拉等，分佈於海拔2800 - 4100米高地。